# Курт Кельцер
Курт Кельцер (нім. Kurt Kölzer; 14 березня 1910, Гельзенкірхен — 3 жовтня 1999) — німецький офіцер-підводник, корветтен-капітан крігсмаріне.

## Біографія
1 квітня 1929 року вступив на флот. В 1935/36 роках — інструктор училища зв'язку. В 1937/38 роках — радіотехнічний офіцер на легкому крейсері «Нюрнберг». З червня 1940 року служив на важкому крейсері «Адмірал Гіппер». З 1 квітня по 27 липня 1941 року пройшов курс підводника, з 28 липня по 6 вересня — курс командира підводного човна, після чого був переданий в розпорядження 7-ї флотилії. З 10 вересня по 12 листопада 1941 року пройшов командирську практику на підводному човні U-73. З 2 січня по 12 вересня 1942 року — командир U-603, після чого до кінця війни служив в управлінні морської війни ОКМ: з 10 вересня 1942 по 19 лютого 1943 року — начальник 2-го відділу (морська розвідка), 20 лютого по 19 квітня 1943 року — референт. 8 травня 1945 року взятий в полон британськими військами.

## Звання
- Кандидат в офіцери (1 квітня 1939)
- Морський кадет (10 жовтня 1929)
- Фенріх-цур-зее (1 січня 1931)
- Оберфенріх-цур-зее (1 квітня 1933)
- Лейтенант-цур-зее (1 жовтня 1933)
- Оберлейтенант-цур-зее (1 червня 1935)
- Капітан-лейтенант (1 листопада 1938)
- Корветтен-капітан (1 квітня 1943)

## Нагороди
- Медаль «За вислугу років у Вермахті» 4-го класу (4 роки)